# Veselská Lhota
Veselská Lhota je vesnice, část města Vysoké Veselí v okrese Jičín. Nachází se asi jeden kilometr severně od Vysokého Veselí. Veselská Lhota je také název katastrálního území o rozloze 2,95 km².

## Přírodní poměry
Vesnice stojí ve Východolabské tabuli a k jejímu západnímu okraji zasahuje přírodní památka Javorka a Cidlina – Sběř.